# Довгий Лог
Довгий Лог (біл. вёска Доўгі Лог) — село в складі Молодечненського району Мінської області, Білорусь. Село підпорядковане Марківській сільській раді, розташоване в західній частині області.